# Pantothénate kinase
Les pantothénates kinases (PanK; CoaA) sont des enzymes catalysant la phosphorylation du pantothénate (base conjuguée de l'acide pantothénique ou vitamine B5). Il s'agit de la première étape du processus de biosynthèse du coenzyme A. Sont connus à ce jour quatre paralogues de l'enzyme, chacun pouvant avoir plusieurs isoformes (voir tableau ci-dessous). Des mutations du gène PANK2 sont responsables de cas assez rares de neurodégénerescence associée à la pantothénate kinase.

## Réaction catalysée
+ ATP  {\displaystyle \rightleftharpoons }   + ADP
Le (R)-pantothénate est transformé en 4'-(R)-phosphopantothénate et vice-versa

## Régulation
Les différents paralogues sont régulés selon des mécanismes différents. Alors que l'enzyme hPanK1 est inhibée  
par la présence de l'acétyl-CoA, l'enzyme hPanK3 l'est par des dérivés à longue chaine du CoA,

## Enzymes chez l'homme
| Gène (HGNC) | Proteine (UniProt) | Isoformes | Compartiment cellulaire | Organe                                                                      |
| ----------- | ------------------ | --------- | ----------------------- | --------------------------------------------------------------------------- |
| PANK1       | : Q8TE04           | 4         | cytosol                 | Isoforme 1:: cerveau, cœur, reins, foie, muscles squelettiques, testicules. |
| PANK2       | : Q9BZ23           | 3         | mitochondries           | omniprésent                                                                 |
| PANK3       | : Q9H999           | 1         | cytosol                 | foie                                                                        |
| PANK4       | : Q9NVE7           | 1         | cytosol                 | omniprésent, en particulier dans les muscles                                |